# Jared Harris
Jared Francis Harris (n. 24 august 1961, Greater London, Anglia, Regatul Unit) este un actor britanic. Este cunoscut pentru interpretarea lui Mac McGrath în filmul Domnul Deeds – Moștenitor fără voie realizat de Adam Sandler și pentru interpretarea lui Lane Pryce din serialul Mad Men realizat de AMC sau a lui Hari Seldon din serialul Fundația.

## Filmografie

### Film
| An   | Film                                  | Rol                 | Note                                   |
| ---- | ------------------------------------- | ------------------- | -------------------------------------- |
| 1989 | The Rachel Papers                     | Geoff               |                                        |
| 1992 | Far and Away                          | Paddy               |                                        |
| 1992 | The Last of the Mohicans              | British Lieutenant  |                                        |
| 1992 | The Public Eye                        | Danny the Doorman   |                                        |
| 1994 | Natural Born Killers                  | London Boy          |                                        |
| 1994 | Nadja                                 | Edgar               |                                        |
| 1995 | Smoke                                 | Jimmy Rose          |                                        |
| 1995 | Dead Man                              | Benmont Tench       |                                        |
| 1995 | Blue in the Face                      | Jimmy Rose          |                                        |
| 1995 | Tall Tale                             | Head Thug Pug       |                                        |
| 1996 | I Shot Andy Warhol                    | Andy Warhol         |                                        |
| 1996 | Gold in the Streets                   | Owen                |                                        |
| 1997 | Fathers' Day                          | Lee                 |                                        |
| 1997 | Sunday                                | Ray                 |                                        |
| 1997 | Chinese Box                           | William             |                                        |
| 1997 | White Lies                            | Jacob Reese         |                                        |
| 1998 | Happiness                             | Vlad                |                                        |
| 1998 | B. Monkey                             | Alan Furnace        |                                        |
| 1998 | Lost in Space                         | Older Will Robinson |                                        |
| 1998 | Lulu on the Bridge                    | Alvin Shine         | Nemenționat                            |
| 1998 | Trance                                | Jim                 | Sitges Film Festival: Best Actor Award |
| 1999 | Lush                                  | W. Firmin Carter    |                                        |
| 1999 | The Weekend                           | John Kerr           |                                        |
| 2000 | Bullfighter                           | Jones               |                                        |
| 2000 | How to Kill Your Neighbor's Dog       | False Peter         |                                        |
| 2000 | Shadow Magic                          | Raymond Wallace     |                                        |
| 2001 | Perfume                               | Michael             |                                        |
| 2002 | Four Reasons                          | Filmmaker           |                                        |
| 2002 | Mr. Deeds                             | Mac McGrath         |                                        |
| 2002 | Igby Goes Down                        | Russel              |                                        |
| 2002 | Dummy                                 | Michael             |                                        |
| 2003 | Sylvia                                | Al Alvarez          |                                        |
| 2003 | I Love Your Work                      | Yehud               |                                        |
| 2004 | Ocean's Twelve                        | Basher's Engineer   |                                        |
| 2004 | Resident Evil: Apocalypse             | Dr. Ashford         |                                        |
| 2005 | The Notorious Bettie Page             | John Willie         |                                        |
| 2005 | To the Ends of the Earth              | Captain Anderson    |                                        |
| 2006 | Lady in the Water                     | Goatee Smoker       |                                        |
| 2006 | Coup!                                 | Simon Mann          |                                        |
| 2006 | Cashback                              | Alex Proud          | Nemenționat                            |
| 2006 | Cracked Eggs                          | Joe                 |                                        |
| 2007 | The Shadow in the North               | Axel Bellmann       |                                        |
| 2007 | 32A                                   | Ruth's Father       |                                        |
| 2008 | The Curious Case of Benjamin Button   | Captain Mike        |                                        |
| 2008 | From Within                           | Bernard             |                                        |
| 2009 | Tales of the Black Freighter          | Ridley              | Voce                                   |
| 2010 | Extraordinary Measures                | Dr. Kent Webber     |                                        |
| 2010 | The Ward                              | Dr. Stringer        |                                        |
| 2011 | Sherlock Holmes: A Game of Shadows    | Professor Moriarty  |                                        |
| 2012 | Lincoln                               | Ulysses S. Grant    |                                        |
| 2013 | The Mortal Instruments: City of Bones | Hodge Starkweather  |                                        |
| 2013 | The Devil's Violinist                 | Urbani              |                                        |
| 2014 | Pompeii                               | Severus             |                                        |
| 2014 | The Quiet Ones                        | Profesor Coupland   |                                        |
| 2014 | The Boxtrolls                         |                     |                                        |
| 2014 | The Man from U.N.C.L.E.               | Saunders            |                                        |
| 2015 | Poltergeist                           | Carrigan Burke      |                                        |
| 2015 | The Man from U.N.C.L.E.               | Saunders            |                                        |
| 2016 | Certain Women                         | William Fuller      |                                        |
| 2016 | The Last Face                         | Dr. John Farber     |                                        |
| 2016 | Allied                                | Frank Heslop        |                                        |
| 2020 | Morbius                               | Morbius's mentor    | Post-producție                         |
| 2019 | Robert the Bruce                      | John Comyn          |                                        |

### Televiziune
| An               | Titlu                    | Rol                    | Note |
| ---------------- | ------------------------ | ---------------------- | --- |
| 1995             | New York Undercover      | Seth Baines            | Episodul: "The Highest Bidder" |
| 2000             | Two of Us                | John Lennon            | Film TV |
| 2003             | Without a Trace          | Father Walker          | 2 episoade: A Tree Falls, Revelations |
| 2003             | The Other Boleyn Girl    | Henry VIII             | Film TV |
| 2005             | To the Ends of the Earth | Captain Anderson       | 3 episoade |
| 2006             | Coup!                    | Simon Mann             | Film TV |
| 2007             | Law & Order: SVU         | Robert Morten          | Episodul: "Svengali" |
| 2007             | The Shadow in the North  | Axel Bellmann          | Film TV |
| 2008             | The Riches               | Eamon Quinn            | 5 episoade |
| 2008, 2009, 2012 | Fringe                   | Dr. David Robert Jones | serial TV: 9 episoade |
| 2009–2012        | Mad Men                  | Lane Pryce             | 26 episoade Câștigat—Screen Actors Guild Award for Outstanding Performance by an Ensemble in a Drama Series Nominalizare—Primetime Emmy Award for Outstanding Supporting Actor in a Drama Series Nominalizare—Screen Actors Guild Award for Outstanding Performance by an Ensemble in a Drama Series (2011, 2013) A regizat episodul "Time & Life" sezonul 7                   |
| 2013             | Axe Cop                  | Regele Angliei         | Voce; Episodul: "An American Story" |
| 2015             | The Expanse              | Anderson Dawes         | 2 episoade |
| 2016             | The Crown                | Regele George VI       | 6 episoade Nominalizare—British Academy Television Award for Best Supporting Actor Nominalizare—Critics' Choice Television Award for Best Guest Performer in a Drama Series Nominalizare—Satellite Award for Best Supporting Actor – Series, Miniseries or Television Film Nominalizare—Screen Actors Guild Award for Outstanding Performance by an Ensemble in a Drama Series |
| 2018             | The Terror               | Francis Crozier        | 10 episoade |
| 2018             | Animals.                 | Mr. Budmeizner         | Voce Episodul: "Horses" |
| 2019             | Cernobîl                 | Valeri Legasov         | Rol principal. 5 episoade din 5 |
| 2019             | Carnival Row             | Absalom Breakspear     | Rol secundar |

## Teatru
| An   | Piesă de teatru                              | Rol                   | Teatru                            | Note |
| ---- | -------------------------------------------- | --------------------- | --------------------------------- | ---- |
| 1991 | Henric al IV-lea. Partea I' și Partea a II-a | Henry Percy (Hotspur) | The Public Theater                |      |
| 1992 | 'Tis Pity She's a Whore                      | Soranzo               | The Public Theater                |      |
| 1995 | Ecstasy                                      | Len                   | John Houseman Theater             |      |
| 1996 | King Lear                                    | Edmund                | The Public Theater                |      |
| 2001 | More Lies About Jerzy                        | Jerzy Kosinski        | Vineyard Theater                  |      |
| 2001 | Hamlet                                       | Hamlet                | Shakespeare Theatre of New Jersey |      |
| 2003 | Humble Boy                                   | Felix Humble          | Manhattan Theatre Club            |      |
| 2005 | Les Liaisons Dangereuses                     | Vicomte de Valmont    | Playhouse Theatre, London         |      |
| 2006 | Period of Adjustment                         | Ralph Bates           | Almeida Theatre                   |      |